# Bill Watrous

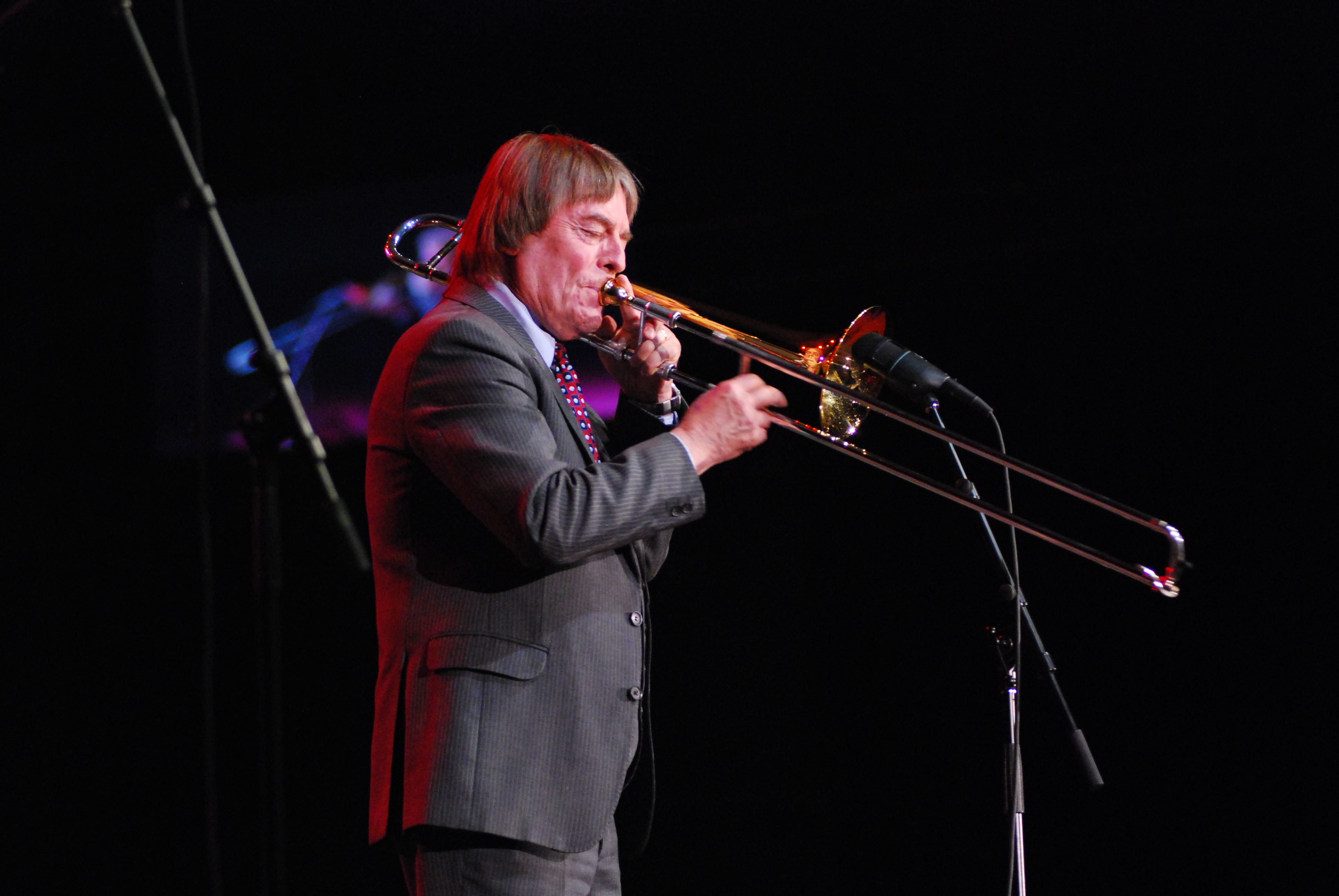
Bill Watrous (2007)

William Russel „Bill“ Watrous III (* 8. Mai 1939 in Middletown, Connecticut, USA; † 2. Juli 2018 in Los Angeles, Kalifornien) war ein US-amerikanischer Jazzposaunist. Er war einer der bekanntesten Bop-orientierten Jazzposaunisten der letzten 30 Jahre und als herausragender Techniker bekannt.

## Leben
Obwohl Bill Watrous als Kind einige Musikstunden besuchte und von seinem Vater – selbst ein Posaunist – in das Posaunenspiel eingeführt wurde, hat er sich dieses im Großen und Ganzen selbst beigebracht. Anfang der 1960er-Jahre studierte er bei Herbie Nichols, bevor er professioneller Jazzposaunist wurde.
Er gab sein Debüt bei Billy Butterfield und gehörte zwischen 1962 und 1967 zu den Posaunisten in Kai Windings Bands. In den späten 1960er und frühen 1970er Jahren war er ein begehrter Studiomusiker in New York. 1969 legte er mit Walter Raim das Album Love Themes for the Underground, The Establishment & Other Sub Cultures Not Yet Known vor. Er arbeitete mit Größen wie Quincy Jones, Maynard Ferguson, Johnny Richards und Woody Herman und spielte zwischen 1965 und 1969 in der Band für die Fernsehsendung „Merv Griffin’s Show“.
Nachdem Bill Watrous 1971 Mitglied der Jazz-Rock-Gruppe Ten Wheel Drive war, gründete er seine eigene Big Band (Manhattan Wildlife Refuge Big Band), mit der er zwischen 1973 und 1977 zwei Alben für Columbia Records einspielte. Im Juli 1973 spielte er auf der US-Tournee der französischen Zheuhl-Band Magma. Mitte der 1970er Jahre zog Bill Watrous nach Los Angeles um, wo er weiterhin als Studiomusiker arbeitete, eigene Platten mit Danny Stiles, Charles Small und anderen aufnahm und vor allem in lokalen Clubs auftrat. Im Juli 1973 spielte er auf der US-Tournee der französischen Zeuhl-Band Magma.
Ende der 1970er Jahre bildete Bill Watrous zusammen mit den Posaunisten Kai Winding, Albert Mangelsdorff und Jiggs Whigham die Gruppe Trombone Summit, mit der er 1980 für das deutsche Label MPS eine Plattenaufnahme machte. 1986 wirkte Watrous auf dem Album Parade von Prince mit. Mitte der 1990er Jahre reaktivierte er seine Big Band, die er nun Refuge West nannte. Zu hören ist er als Solist auf Slide Hamptons Album Spirit of the Horn (2003).

## Aufnahmen
Aufnahmen unter eigenem Namen 
- Bone Straight Ahead (Famous Door, 1972)
- Manhattan Wildlife Refuge (Columbia, 1974)
- The Tiger of San Pedro (Columbia, 1975)
- Watrous in Hollywood (Famous Door, 1978)
- Funk’n Fun (Yupiteru, 1979)
- I’ll Play for You (Famous Door, 1980)
- Coronary Trombossa (Famous Door, 1980)
- La Zorra (Famous Door, 1980)
- Bill Watrous in London: Live at the Pizza Express (Mole, 1982)
- Roarin’ Back to New York, New York (Famous Door, 1982)
- Someplace Else (Soundwings, 1986)
- Reflections (Soundwings, 1987)
- Bone-Ified (GNP Crescendo, 1992)
- A Time for Love (GNP Crescendo, 1993)
- Space Available (Double-Time, 1997)
- Live at the Blue Note 1998 recording (Half Note, 2000)
- Bone Straight Ahead (Progressive Records, 2001)
- Live in Living Comfort (Stonequake Recordings, 2003)

Kompilationen 
- The Best of Bill Watrous (1980)